# Dorfkirche Hohengüstow

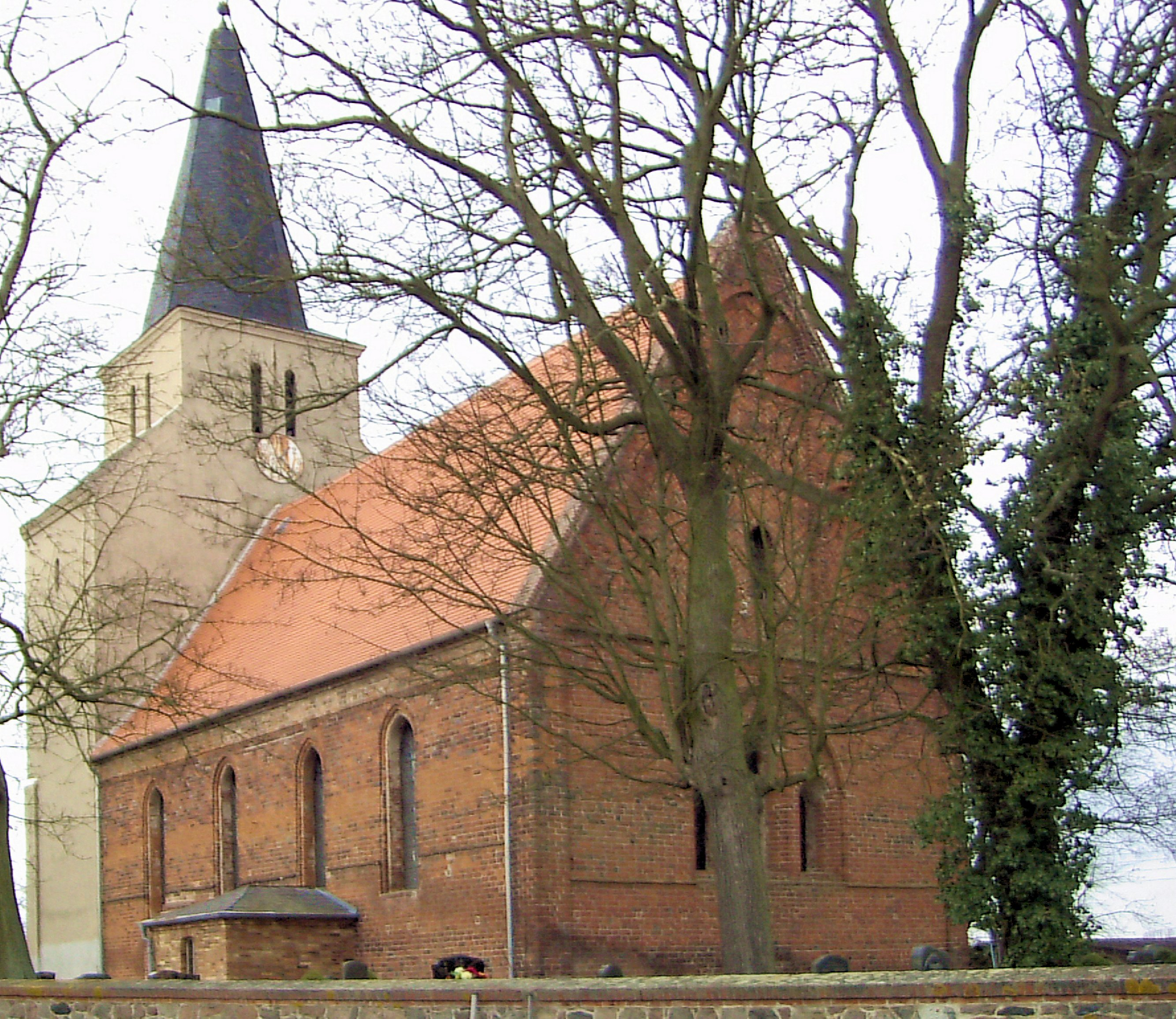
Dorfkirche Hohengüstow

Die evangelische Dorfkirche Hohengüstow ist eine gotische Saalkirche aus Backstein im Ortsteil Hohengüstow von Uckerfelde im Landkreis Uckermark in Brandenburg. Sie gehört zur Kirchengemeinde Gramzow im Kirchenkreis Uckermark der Evangelischen Kirche Berlin-Brandenburg-schlesische Oberlausitz.

## Geschichte und Architektur
Die Kirche ist die einzige Backsteindorfkirche des 13. Jahrhunderts in der Uckermark und gehört zur Gruppe der aufwendigen Kirchen im Umkreis des ehemaligen Klosters Gramzow. Das Bauwerk ist ein anspruchsvoller, großer, flachgedeckter Saalbau von sorgfältiger Ausführung mit hohem Westquerturm, der vermutlich gegen Ende des 13. Jahrhunderts entstanden ist. Der Verputz des Turms und der quadratische Turmabschluss mit achteckigem Spitzhelm stammen aus dem Jahr 1712; ein neugotischer Backsteinanbau im Nordwesten ist ein Werk aus der zweiten Hälfte des 19. Jahrhunderts.
Das Äußere ist durch einen umlaufenden profilierten Sockel und hohe Spitzbogenfenster mit eingelegtem Rundstab im gestuften Gewände gekennzeichnet; das ehemalige Sohlbankgesims ist seit der Fensterverlängerung im 19. Jahrhundert durchschnitten. Über den Fensterscheiteln ist ein Zahnfries, darüber ein ehemaliger Putzfries und Traufgesims mit Rundstab angeordnet. Die Ostwand ist mit flachen Eckvorlagen und gestaffelter Dreifenstergruppe in einer Spitzbogenblende gegliedert, im Giebel drei Rundbogenblenden mit fischgrätengemustertem Grund. Im Süden ist ein gestuftes Rundbogenportal mit eingestelltem Rundstab und Pilzkapitellen in einer rechteckigen, vom Sockelprofil umzogenen Vorlage zu finden. In den gleichen Formen ist das neugotische Westportal gestaltet, darüber ist ein vermauertes Gruppenfenster aus zwei Lanzettfenstern und Okulus angeordnet.

## Ausstattung
Innen werden zwei Grabplatten mit Wappenschmuck für Tugendreich und Otto Ludwig von Warnstedt aus den Jahren 1677 und 1678 aufbewahrt. Die Orgel ist ein Werk von Eule Orgelbau aus dem Jahr 1959 mit fünf Registern auf einem Manual und Pedal. Ein Leuchterpaar aus Zinn entstand im Jahr 1742.